# 1957 год в авиации
Список событий в авиации в 1957 году.

## События
- 7 марта — первый полёт пассажирского самолёта Ан-10.
- 11 марта — экипаж Д. В. Зюзина совершил первый полёт на опытном реактивном пассажирском самолёте Ту-110.
- 13 апреля — лётчик-испытатель Г. М. Шиянов впервые в СССР совершил безаэродромный старт с катапульты на опытном самолёте МиГ-19 (СМ-30)[1].
- 23 апреля — первый полёт Ту-116, пассажирского самолёта предназначенного для дальних полётов руководства СССР.
- 3 июня — первый полёт вертолёта Ми-6 (лётчик-испытатель Р. И. Капрэлян).
- 4 июля — первый полёт пассажирского турбовинтового самолёта Ил-18.
- 4 октября — в СССР был запущен на орбиту первый искусственный спутник Земли, Спутник-1.
- 15 ноября — первый полёт турбовинтового дальнемагистрального пассажирского самолёта Ту-114.[2]
- 10 декабря — первый полёт итальянского учебно-тренировочного самолёта и лёгкого штурмовика MB-326.
- 11 декабря — принят на вооружение советский подвижный зенитный ракетный комплекс С-75 «Десна».[3]
- 16 декабря — первый полёт военно-транспортного самолёта Ан-12.
- 23 декабря — первый полёт аргентинского самолёта FMA I.Ae. 46 Ranquel.

### Без точной даты
- Основан Толмачёвский авиаотряд, ныне авиакомпания S7 Airlines (экс — «Сибирь»).

## Персоны

### Родились
- 6 декабря — Алимов, Владимир Ришадович, российский лётчик, полковник, Герой России.

### Скончались
- 8 ноября—Ярцев, Владимир Егорович, участник венгерских событий 1956 года, начальник связи авиационной эскадрильи 880-го гвардейского бомбардировочного авиационного полка Южной группы войск, Герой Советского Союза, гвардии старший лейтенант. Был сбит во время выполнения задания.